# Rolf Santesson
Rolf Santesson, född 19 april 1916 i Trollhättan, död 16 september 2013, var en svensk botanist med lichenologi som specialitet. 
Santesson disputerade 1952 i Uppsala och var 1958–1973 förste museiintendent vid Botaniska institutionen, Uppsala universitet. Från 1973 till pensioneringen 1981 var han professor vid Naturhistoriska riksmuseet i Stockholm.
Santesson invaldes 1974 som ledamot av Vetenskapsakademien i dess klass för biologiska vetenskaper. Auktorsnamnet R.Sant. kan användas för Rolf Santesson i samband med ett vetenskapligt namn inom botaniken; se Wikipediaartiklar som länkar till auktorsnamnet.
Rolfidium, Santessonia och Santessoniella är tre lavsläkten som uppkallats efter Rolf Santesson. Han erhöll 1992 Acharius-medaljen av International Association for Lichenology.
Rolf Santesson var son till kamrer Gustaf Santesson och Hildevig (Giggi) Frebelius samt bror till författaren Mai Santesson och morbror till Joakim Santesson. Han gifte sig 1942 med redaktören Ulla Hedenbergh (1914–1947) och 1950 med docenten Berta Santesson (född Danielsson 1921). Han hade ett barn i respektive gifte, det äldre av dessa var docenten och forskningschefen Johan Santesson (1944–2001). En svärson till denne är författaren Tony Elgenstierna.